# Рудовська Любов Іванівна
Любо́в Іва́нівна Рудо́вська (*05.11.1950, Одеса, Українська РСР) — українська волейболістка, майстер спорту СРСР міжнародного класу (1973).

## Життєпис
Народилася 1950 року в місті Одеса, виступала за одеську команду «МедІн» (до 1973 — «Буревісник»), тренери — Аркадій Гройсман (ДЮСШ № 2), Юрій Курильський (МедІн). Нападниця. Володіла надпотужним нападаючим ударом із зон «4» та «2».
Освіта — Одеський державний педагогічний інститут ім. К. Д. Ушинського, факультет фізичного виховання (1971).
У наш час мешкає в Нью-Йорку (США).

### Спортивні здобутки
- срібна призерка XXI Олімпійських ігор (Монреаль, 1976);
- дворазова срібна призерка Чемпіонату СРСР (1982, 1983);
- дворазова переможниця Кубка СРСР (1974, 1981);
- переможниця Кубка виклику ЄКВ (1983);
- срібна призерка Чемпіонату СРСР (1976);
- чемпіонка (1975) та бронзова призерка (1971) спартакіад народів СРСР (у складі збірної УРСР);
- триразова переможниця універсіад (1970, 1973 та 1977 роки) — у складі студентської збірної СРСР.[2]